# John Hicks
Pour les articles homonymes, voir John Hicks (homonymie) et Hicks.
Sir John Richard Hicks, né le 8 avril 1904 à Warwick dans le Warwickshire et mort le 20 mai 1989 à Blockley dans le Gloucestershire, est un économiste britannique. 
Colauréat, avec Kenneth Arrow du Prix de la Banque de Suède en 1972, il est le créateur du modèle IS/LM et auteur de l'article influent « M. Keynes et les « Classiques » ». Il est l'un des économistes les plus importants du XXe siècle.

## Biographie

### Jeunesse et études
Il naît en 1904 à Warwick, en Angleterre. Il est l'aîné d'une fratrie de trois enfants, fils de Edward Hicks, journaliste dans un journal local, et de Dorothy Catherine Stephens. 
Il fait ses études au Clifton College entre 1917 et 1922, où il étudie le latin et le grec et reçoit un enseignement poussé en mathématiques. Il est admis au sein du Balliol College à Oxford, où il étudie entre 1922 et 1926. Il s'y spécialise en mathématiques. 
En 1923, il rejoint la faculté de philosophie, politique et économie (PPE) d'Oxford sans vraiment être qualifié dans aucune des matières. 
En 1925, il présente sa thèse nommée Skilled and Unskilled Wages in the Building and Engineering Trades. 
En 1935, il épouse Ursula Webb fille de Sidney et Beatrice Webb, deux des fondateurs de la London School of Economics.

### Parcours académique
En 1926, il obtient un emploi temporaire au département d'économie, dirigé par Hugh Dalton, de la London School of Economics. 
Entre la fin de l'année 1928 et l'été 1929, il effectue un séjour d'enseignement à Johannesbourg où il observe le comportement monopoliste des syndicats, réservés aux travailleurs blancs et qui visent à protéger la situation privilégiée de la minorité blanche face à la majorité noire. Hicks dira que cette expérience a fait de lui un partisan du libre marché. 
Dans les années 1930, la macroéconomie en est encore à ses balbutiements, et Hicks devient maître de conférences à la London School of Economics. Hicks raconte avoir choisi la profession d'économiste « afin de gagner [sa] vie », en effet, on l'avait convaincu que l'économie était en pleine expansion et qu'il y trouverait facilement un emploi. Il se spécialise tout d'abord dans l'économie du travail, dressant un descriptif des relations industrielles mais s'oriente rapidement vers le versant analytique de cette science humaine. Il se rend compte que les mathématiques, alors partiellement ignorées, pourraient être utiles pour assurer la base théorique de l'économie.
Dalton qui connaissait Pareto, car il l'avait lu pendant un séjour en Italie durant la Première Guerre mondiale, conseille à Hicks qui maitrise l'italien et le français de consulter cet auteur.
De 1935 à 1938, il devient maître de conférences à l'Université de Cambridge et écrit Valeur et capital, basé sur son travail londonien. De 1938 à 1946, il est professeur à l'Université de Manchester. C'est là qu'il rédige son œuvre sur l'économie du bien-être et son implication dans la comptabilité sociale.
En 1946, il retourne à l'université d'Oxford, tout d'abord en tant que chercheur auprès du Nuffield College (1946-1952), puis en tant que titulaire (1952-1965) de la chaire d'économie politique fondée par Henry Drummond du All Souls College où il continue en tant que chercheur (1965-1971).
Il est fait Chevalier en 1964. En 1972, il partage avec Kenneth Arrow le « prix Nobel » d'économie en raison de « leurs contributions novatrices à la théorie de l’équilibre général et à la théorie du bien-être », ce partage ne l'enchante guère, pas plus que la raison pour laquelle ce prix lui est décerné.
Dans sa monographie, Omar Hamouda le qualifie d'« économiste des économistes »,.

## Apports à la théorie économique
L'ouvrage majeur de Hicks est Value and Capital, publié en 1939. Dans ce livre, Hicks apporte des avancée microéconomie, et dans la théorie du consommateur. En particulier, Hicks étend la théorie existante, qui se limitait à un échange d'un seul et unique bien. Hicks étend l'analyse à un échange de plusieurs biens, mettant en lumière la notion de substituabilité et complémentarité entre biens. Hicks introduit la notion d'utilité ordinale, qui diffère de la notion d'utilité cardinale qui était la seule utilisée jusqu'alors. Une fonction d'utilité associe un nombre à la consommation d'un panier de biens. Si l'utilité est ordinale, alors seuls des niveaux d'utilités peuvent être comparés entre eux. Le fait que la fonction d'utilité associée à un panier A est supérieure à celle associée à un panier B équivaut, au sens mathématique du terme à dire que le panier A est préféré au panier B. Contrairement à une utilité cardinale, la valeur associée à la consommation du panier de bien n'a pas de valeur en elle-même. 
Il est le créateur du modèle IS/LM, qui est une transcription de la Théorie générale de John Maynard Keynes en termes néoclassiques. Le modèle définit une relation entre les taux d'intérêts i et le revenu y. La courbe IS représente les situations pour lesquelles l'investissement est égal à l'épargne (S pour Savings en anglais) et la courbe LM, la demande de liquidité L de monnaie est égale à l'offre M de monnaie. Le modèle IS/LM fait de John Hicks le premier des néo-keynésiens.
John Hicks fait paraître une ébauche de sa modélisation dans l'article Keynes and the Classics en 1937, un an après la publication de la Théorie générale. Son modèle représente l'équilibre du système économique quand il y a à la fois équilibre sur le marché des biens et services, représenté par la relation IS, et équilibre sur le marché financier, représenté par la relation LM. L'intersection des courbes représentatives de ces deux relations est appelée la "croix hicksienne". Par ailleurs, c'est un modèle macroéconomique à système de prix fixe qui donne aux autorités publiques un outil pour établir une politique budgétaire ou monétaire.
Dans son livre Valeur et capital, Hicks est un des premiers à mettre en œuvre la dichotomie entre micro-économie et macro-économie, dichotomie habituellement attribuée à Paul Samuelson.
John Hicks et Paul Samuelson sont considérés comme « les pères » de la macroéconomie traditionnelle actuelle, et de la synthèse néo-classique.

## Œuvres
Une bibliographie exhaustive de John Hicks est publiée en 2001 dans les Cahiers d'économie Politique.

### En français
- J.R. Hicks, Théorie mathématique de la valeur en régime de libre concurrence, Paris, Hermann, 1937
- John Hicks, Valeur et capital : Enquête sur divers principes fondamentaux de la théorie économique [« Value and Capital: An Inquiry into Some Fundamental Principles of Economic Theory »], Dunod, 1956 (réimpr. 1968), 320 p.
- John Hicks (trad. H. P Bernard), Monnaie et marché [« A Market Theory of Money »], Paris, Economica, 1991
- John Hicks, Capital et croissance, Paris, PUF, 1965
- John Hicks, Une théorie de l’histoire économique, Seuil, 1973éd. orig. 1969
- John Hicks, Le temps et le capital, Economica, 1975éd. orig. 1973
- John Hicks, La crise de l’économie keynésienne, Paris, Fayard, 1988éd. orig. 1974

### En anglais
- 1932, 2nd ed., 1963. The Theory of Wages. London, Macmillan.
- 1934. "A Reconsideration of the Theory of Value," with R. G. D. Allen, Economica.
- 1937. "Mr Keynes and the Classics: A Suggested Interpretation," Econometrica.
- 1939. "The Foundations of Welfare Economics", Economic Journal.
- 1939, 2nd ed. 1946. Value and Capital. Oxford: Clarendon Press.
- 1940. "The Valuation of Social Income," Economica, 7:105–24.
- 1941. "The Rehabilitation of Consumers' Surplus," Review of Economic Studies.
- 1942. The Social Framework: An Introduction to Economics.
- 1950. A Contribution to the Theory of the Trade Cycle, Oxford: Clarendon Press.
- 1956. A Revision of Demand Theory, Oxford: Clarendon.
- 1958. "The Measurement of Real Income,"  Oxford Economic Papers.
- 1959. Essays in World Economics, Oxford: Clarendon Press.
- 1961. "Measurement of Capital in Relation to the Measurement of Other Economic Aggregates",  in Lutz and Hague, editors, Theory of Capital.
- 1965. Capital and Growth. Oxford: Clarendon Press.
- 1969. A Theory of Economic History. Oxford: Clarendon Press. Scroll to chapter-preview links.
- 1970. "Review of Friedman",  Economic Journal.
- 1973. "The Mainspring of Economic Growth", Nobel Lectures, Economics 1969–1980, Editor Assar Lindbeck, World Scientific Publishing Co., Singapore, 1992.
- 1973. Autobiography for Nobel Prize
- 1974. "Capital Controversies: Ancient and Modern",  American Economic Review.
- 1975. "What Is Wrong with Monetarism", Lloyds Bank Review.
- 1976. Economic Perspectives. Oxford: Clarendon Press.
- 1979, "The Formation of an Economist." Banca Nazionale del Lavoro Quarterly Review, no. 130 (September 1979): 195–204.
- 1980.  "IS-LM: An Explanation," Journal of Post Keynesian Economics.
- 1981. Wealth and Welfare: Vol I. of Collected Essays in Economic Theory. Oxford: Basil Blackwell.
- 1982. Money, Interest and Wages: Vol. II of Collected Essays in Economic Theory. Oxford: Basil Blackwell.
- 1983. Classics and Moderns: Vol. III of Collected Essays in Economic Theory. Oxford: Basil Blackwell.
- 1989. A Market Theory of Money. Oxford University Press.